# Blood Inside
Blood Inside šesti je studijski album norveškog eksperimentalnog sastava Ulver. Diskografska kuća Jester Records objavila ga je 6. lipnja 2005. Producirao ga je Ulver, s Ronanom Chrisom Murphyjem, album je snimljen i miksan početkom 2004. Na albumu se Ulver vraća klasičnijim aranžmanima i instrumentima.
Koda za "It Is Not Sound" temelji se na Toccati i fugi u d-molu Johanna Sebastiana Bacha. Tekst za pjesmu "Christmas" prilagodba je istoimene pjesme portugalskog pisca Fernanda Pessoe, napisanoj 1922.
Glazbeni spot za "It Is Not Sound" objavljen je 2. svibnja 2005. putem web-stranice The End Records, s audio uzorcima s Blood Inside.

## Pozadina
Glazba je pod utjecajem nekoliko različitih žanrova kao što su rock, jazz, klasična glazba, industrial i elektronika.
Radni naslov albuma bio je Utopian Enterprise koji je prvo promijenjen u Heart, prije nego što se sastav odlučio za Blood Inside. Govoreći o evoluciji albuma, Kristoffer Rygg komentirao je: "Utopian Enterprises je naslov koji nam se svima sviđa i vraća se na Perdition City i neke ideje proizašle iz tog razdoblja, ali kako je tekst dobio oblik, više nije odgovarao. Bio je album Heart. I tako smo Jørn i ja jedne noći hodali/razgovarali o čemu se radi, razmišljajući samo o ključnim riječima: srce, krv, ruža, ljepota, nasilje, tijelo, život, smrt, hitna pomoć, bolnica i tako dalje, onda nas je pogodilo: Blood Inside."

## Popis pjesama
| 1.    | »Dressed in Black«    | 7:06 |
| 2.    | »For the Love of God« | 4:11 |
| 3.    | »Christmas«           | 6:15 |
| 4.    | »Blinded by Blood«    | 6:22 |
| 5.    | »It Is Not Sound«     | 4:37 |
| 6.    | »The Truth«           | 4:01 |
| 7.    | »In the Red«          | 3:30 |
| 8.    | »Your Call«           | 6:07 |
| 9.    | »Operator«            | 3:36 |
| 45:45 |                       |      |

## Zasluge
| Ulver - Trickster G. – vokal, programiranje - Tore Ylwizaker – programiranje - Jørn H. Sværen – programiranje Ostalo osoblje - Trine Paulsen – naslovnica albuma - Kim Sølve – naslovnica albuma - Audun Strype – mastering - Ronan Chris Murphy – miksanje | Dodatni glazbenici - Håvard Jørgensen – gitara (na 1., 2. i 8. pjesmi) - Bosse – solo-gitara (na pjesmi "For the Love of God") - Knut Aalefjær – bubnjevi, udaraljke (na 2., 3. i 9. pjesmi) - Mike Keneally – gitara (na pjesmama "Christmas" i "Operator") - Andreas Mjøs – vibrafon (na pjesmama "Blinded by Blood" i "In the Red") - Maja S. K. Ratkje – zbor (na pjesmi "Your Call") - Jeff Gauthier – violina (na pjesmi "Your Call") - Czral – bubnjevi (na pjesmi "Operator") |